# Карма Цетен
Карма Цетен (тиб. ཀརྨ་ཚེ་བརྟན; д/н–1599) — правитель Цангу в 1565—1599 роках. Відомий також як Шиншапа (Чжиншак) Цетен Дордже.

## Життєпис
Належав до клану з Ньяга. Був дрібним шляхтичем. Зробив кар'єру на службі роду Рінпунпа, володарів регіону Цанг. Спочатку був головним конюхом, потім податківцем. 1548 року призначається очільником замку Самдрубцзе в місті Шигацзе. Поступово набув військового та політичного авторитету, отримавши посаду магпона (на кшталт генерала).
1557 року долучився до повстання родів Нартанг, Норкхьонг і Г'ятсо, швидко очоливши їх. До 1565 року вів боротьбу з братами-володарями Дондупом Цетен Дордже і Нгаван Джігме Дракпою. Завдяки зраді досяг успіху, віднявши в останнього замки Панам Лхундруп Кюнгце та Пакморі, захопив обох синів Нгаван Джігме Дракпи, одного з яких стратив. 1566 року Дондуп Цетен Дордже замирився з Карма Цетеном, визнавши його владу.
Втім невдовзі боротьба з Нгаван Джігме Дракпою поновилася. До 1567 року завдав супротивнику нової поразки, за посередництва секти Друкпа Каг'ю, уклавши мирну угоду, за якою став фактичним правителем Цангу. Слідом за цим прийняв титул цангто г'ялпо (царя Цангу).
Для зміцнення своєї династії, що отримала назву Цангпа, вирішив спиратися на авторитет секти Карма Каг'ю, для чого у 1585 і 1590 роках зустрічався з Ванчуг Дордже, 9-м кармапою, що передав Карма Цетену божества-опікуни роду Цангпа. Разом з огляду на політичний і релігійний авторитет дотримувався дружніх відносин з настоятелями-правителями сект Сак'я і Ньїнґма.
Відмовився від активної зовнішньої політики, уклавши мирний договір з десі Нгаван Дракпою Г'ялценом, монгольськими племенами в районі озера Кукунор. Разом з тим відновив владу над князівствами Латолхо і Латочанг в західному Тибеті.
У 1587 року стикнувся зі спробою Нгаван Джігме Дракпи повернути свою владу, скориставшись із вторгненням до Цангу монгольських племен. Боротьба тривала до 1590 року, коли зрештою роду Рінпунпа було завдано остаточної поразки. 1596 року Карма Цетен вимушений був протидіяти монголам або ойратам, що атакували Західний Тибет.
Наприкінці життя відправив синів втрутитися у боротьбу за владу в князівстві Чангдакпа. За легендою молодшого претендента Таші Тобг'яла було заслано до регіону Уй, детой тантричними обрядами спровокував смерть Карма Цетена, що настала 1599 року. Державу було розділено між синами Карма Тутоб Намг'ялом, Кхунпан Лхаван Дордже та Карма Тенсуном.